# Sid, le petit scientifique
Sid, le petit scientifique (Sid the Science Kid) est une série télévisée d'animation américaine en 66 épisodes de 25 minutes, réalisée et produite par Jim Henson et diffusée du 1er septembre 2008 au 25 mars 2013 sur PBS Kids.
Au Canada francophone, elle a été diffusée à partir du 12 septembre 2009 dans Mini Tfo sur TFO, et en France à partir du 1er octobre 2011 sur France 5 dans Zouzous.

## Synopsis
Sid est un petit garçon qui veut devenir scientifique et qui veut tout savoir sur tout. Avec sa maîtresse Suzie, ses deux copines, Gabrielle et Marie et son copain Lucas, chaque jour ils apprennent de plus en plus de choses.

## Découvre avec Sid
Une série télévisée d'animation de 3 minutes a été diffusée pour la première fois en France, depuis le 5 octobre 2013 sur France 5 dans Zouzous, sous le nom de Découvre avec Sid. Le dessin animé met en scène les personnages de la série Sid le petit scientifique, sur un sujet bien précis.

## Doublage

### Voix originales
Les mêmes personnages ont connu des doublages différents au fil des saisons
- Drew Massey (en) : Sid (94 épisodes)
- Mia Ella Mimica : Zeke (92 épisodes)
- Victor Yerrid (en) : Gerald / Dad (papa) (77 épisodes)
- Alice Dinnean (en) : Gabriela / Mom (maman) (77 épisodes)
- Julianne Buescher : Grandma (grand-mère) (76 épisodes)
- Donna Kimball : Suzie / Zeke (70 épisodes)
- John Munro Cameron : Gabriela / Dad (papa) (67 épisodes)
- Misty Rosas : Sid (29 épisodes)
- Sonya Leslie : Suzie / Mom (maman) (28 épisodes)
- Alon Williams : Gerald / Zeke (28 épisodes)
- Dana Michael Woods : May / Grandma (grand-mère) (27 épisodes)
- Kristin Charney : May / Zeke (20 épisodes)

### Voix françaises
- Christophe Hespel : Sid
- Maia Baran : Gabrielle
- Alessandro Bevilacqua : Lucas
- Séverine Cayron : Marie
- Claire Tefnin : Alice - Maman
- Sébastien Hebrant : Marc - Papa
- Véronique Fyon : Suzie
- Carine Seront : Grand-mère
- Marie Van R : Quentin
- Version française
  - Studio de doublage : Nice Fellow (Belgique), La Dame Blanche
  - Direction artistique : Veronique Fyon, Marie Van R
  - Direction musicale : Pierre Gillet
  - Adaptation : Emeline Perego
  - Adaptation (chansons) : Patrick Waleffe